# Akademisk BK
Az Akademisk BK, teljes nevén Akademisk Boldklub, a sajtóban AB egy dán labdarúgócsapat. A klubot 1889-ben alapították, székhelye Koppenhágában van. Jelenleg a másodosztályban szerepel.

## Története
A klubot 1899-ben alapította egy csapat egyetemista. A kezdeti években az volt az egyetlen feltétel a csapatba kerüléshez, hogy valaki egyetemi hallgató legyen.
Az AB egészen a 60-as évekig az egyik legjobb dán csapat volt. 1967-ig összesen kilencszer lettek bajnokok, de 1999-ben a kupát, majd a szuperkupát is megnyerte. A profi labdarúgás betörésével az AB fokozatosan gyengült, majd végül kiesett az első osztályból.

## Jelenlegi keret
2018. február 4. szerint.
| #  |     | Poszt | Név                   |
| -- | --- | ----- | --------------------- |
| 1  | DNK | K     | Mark Fabricius Jensen |
| 2  | DNK | V     | Sebastian Lassen      |
| 4  | DNK | V     | Philip Olsen          |
| 5  | DNK | V     | Adnan Curovic         |
| 6  | DNK | KP    | Daniel Warmbach       |
| 8  | DNK | V     | Tobias Noer           |
| 9  | DNK | KP    | Armend Aslani         |
| 10 | DNK | CS    | Rasmus Tangvig        |
| 13 | DNK | V     | Matti Olsen           |

| #  |     | Poszt | Név                     |
| -- | --- | ----- | ----------------------- |
| 14 | DNK | CS    | Nichlas Rohde           |
| 15 | DNK | KP    | Rasmus Nielsen          |
| 17 | DNK | KP    | Lucas Petersen          |
| 18 | DNK | KP    | Sylvester Seeger-Hansen |
| 20 | DNK | V     | Daniel Thorup           |
| 23 | DNK | KP    | Martin Nielsen          |
|    | DNK | K     | Oliver Børner           |
|    | DNK | CS    | Yonas Nielsen           |

## Sikerek
- Bajnokság:
  - Győztes (9): 1919, 1921, 1937, 1943, 1945, 1947, 1951, 1952, 1967
- Kupa:
  - Győztes (1): 1998-99
  - Döntős (3): 1955-56, 1994-95, 2000-01
- Szuperkupa:
  - Győztes (1): 1999

## A legutóbbi szezonok
| Szezon    |    | Poz. | Mérk. | Gy | D  | V  | RG | KG | P  | Kupa          |
| --------- | -- | ---- | ----- | -- | -- | -- | -- | -- | -- | ------------- |
| 1996-1997 | 1D | 10   | 33    | 8  | 12 | 13 | 56 | 62 | 36 | Elődöntő      |
| 1997-1998 | 1D | 5    | 33    | 13 | 8  | 12 | 61 | 52 | 47 | 4. kör        |
| 1998-1999 | 1D | 3    | 33    | 17 | 5  | 11 | 49 | 36 | 56 | Győztes       |
| 1999-2000 | 1D | 3    | 33    | 14 | 10 | 9  | 52 | 35 | 52 | Elődöntő      |
| 2000-2001 | 1D | 10   | 33    | 8  | 15 | 10 | 43 | 41 | 39 | Döntő         |
| 2001-2002 | 1D | 5    | 33    | 13 | 11 | 9  | 48 | 38 | 50 | qNegyeddöntő  |
| 2002-2003 | 1D | 9    | 33    | 10 | 12 | 11 | 44 | 48 | 42 | 32-es főtábla |
| 2003-2004 | 1D | 12   | 33    | 8  | 2  | 23 | 31 | 70 | 17 | 32-es főtábla |
| 2004-2005 | 2D | 11   | 30    | 10 | 5  | 15 | 49 | 52 | 35 | 3. kör        |
| 2005-2006 | 2D | 12   | 30    | 11 | 4  | 15 | 43 | 54 | 37 | 4. kör        |
| 2006-2007 | 2D | 10   | 30    | 8  | 9  | 13 | 36 | 53 | 33 | 3. kör        |
| 2007-2008 | 2D | 12   | 2     | 0  | 1  | 1  | 4  | 5  | 1  | 1. kör        |

## Külső hivatkozások
- (dánul) Hivatalos weboldal